# Errina porifera
Errina porifera är en nässeldjursart som beskrevs av Nikolai Alexsandrovich Naumov 1960. Errina porifera ingår i släktet Errina och familjen Stylasteridae. Inga underarter finns listade i Catalogue of Life.